# 格倫維爾 (新墨西哥州)
格倫維爾（英語：Grenville）是位於美國新墨西哥州尤寧縣的村。

## 人口
根據2020年美國人口普查的數據，格倫維爾的面積為0.98平方千米，皆為陸地。當地共有人口22人，而人口密度為每平方千米22人。